# Diecezja Bukoby
Diecezja Bukoby (łac. Diœcesis Bukobaensis) – diecezja rzymskokatolicka w Tanzanii. Powstała w 1960.

## Główne świątynie
- Katedra: Katedra Matki Miłosierdzia w Bukobie

## Biskupi diecezjalni
- Laurean Rugambwa (1960–1968)[a]
- Placidus Gervasius Nkalanga OSB (1969–1973)
- Nestorius Timanywa (1973–2013)
- Desiderius M. Rwoma (2013–2022)
- Jovitus Francis Mwijage (2024–)

## Biskupi pomocniczy
- Method Kilaini (2009–2024)